# صاریغ چهارچشم اولروگ
صاریغ چهارچشم اولروگ (نام علمی: Philander olrogi) نام یک گونه از سرده صاریغ‌های چهارچشم است.